# Île Roscana
L'île Roscana est un îlot inhabité de Corse.
Elle appartient administrativement à Zonza, fait partie de la conservation du littoral et est classée Site Natura 2000 depuis 2008. 
Un arrêté ministériel de protection du biotope du 2 octobre 2000 en interdit l'accès .
Il s'agit d'un gros rocher désertique situé à 900 m de la côte, d'une hauteur de 19 m au dessus de la mer.